# کاسکاد سوان-هرازدان
کاسکاد سوان-هرازدان (انگلیسی: Սևան-Հրազդան Կասկադ) مجموعه نیروگاه‌های برق آبی بر روی رود هرازدان می‌باشند. این نیروگاه‌ها ظرفیت ۷۰٫۵ مگاوات (۹۴٬۵۰۰ اسب بخار) نصب‌شده را دارند. متصدی این نیروگاه‌ها یک شرکت بین‌المللی انرژی تابع اینتر رائو می‌باشد.

## ایستگاه‌ها
| ایستگاه       | سال  | تعداد واحدها | ظرفیت نصبی (MW) | ظرفیت موجود (MW) | Unavailable Capacity (MW) | مختصات                                                              |
| ------------- | ---- | ------------ | --------------- | ---------------- | ------------------------- | ------------------------------------------------------------------- |
| Yerevan-3 HPS | ۱۹۶۰ | ۱            | ۵               | ۵                | ۰                         | ۴۰°۹′۵۱٫۱″ شمالی ۴۴°۳۰′۳٫۳″ شرقی / ۴۰٫۱۶۴۱۹۴°شمالی ۴۴٫۵۰۰۹۱۷°شرقی   |
| Yerevan-1 HPS | ۱۹۶۲ | ۲            | ۴۴              | ۲۲               | ۲۲                        | ۴۰°۱۱′۲۲٫۲″ شمالی ۴۴°۲۹′۵۵٫۵″ شرقی / ۴۰٫۱۸۹۵۰۰°شمالی ۴۴٫۴۹۸۷۵۰°شرقی |
| Kanaker HPS   | ۱۹۳۶ | ۶            | ۱۰۰             | ۸۷٫۵             | ۱۲٫۵                      | ۴۰°۱۳′۱۴″ شمالی ۴۴°۳۱′۶″ شرقی / ۴۰٫۲۲۰۵۶°شمالی ۴۴٫۵۱۸۳۳°شرقی        |
| Arzni HPS     | ۱۹۵۶ | ۳            | ۷۰٫۶            | ۷۰٫۶             | ۰                         | ۴۰°۱۷′۴۸٫۵″ شمالی ۴۴°۳۵′۱۸٫۹″ شرقی / ۴۰٫۲۹۶۸۰۶°شمالی ۴۴٫۵۸۸۵۸۳°شرقی |
| Argel HPS     | ۱۹۵۳ | ۴            | ۲۲۴             | ۱۶۸              | ۵۶                        | ۴۰°۲۲′۴۴٫۱″ شمالی ۴۴°۳۶′۲۸٫۵″ شرقی / ۴۰٫۳۷۸۹۱۷°شمالی ۴۴٫۶۰۷۹۱۷°شرقی |
| Hrazdan HPS   | ۱۹۵۹ | ۲            | ۸۱٫۶            | ۸۱٫۶             | ۰                         | ۴۰°۳۰′۲۹٫۲″ شمالی ۴۴°۴۵′۳۹٫۴″ شرقی / ۴۰٫۵۰۸۱۱۱°شمالی ۴۴٫۷۶۰۹۴۴°شرقی |
| Sevan HPS     | ۱۹۴۹ | ۲            | ۳۴٫۲            | ۲۴               | ۱۰٫۲                      | ۴۰°۳۳′۱۷″ شمالی ۴۴°۵۷′۵۵٫۵″ شرقی / ۴۰٫۵۵۴۷۲°شمالی ۴۴٫۹۶۵۴۱۷°شرقی    |
| مجموع         |      | ۲۰           | ۵۵۹٫۴           | ۴۵۸٫۷            | ۱۰۰٫۷                     |                                                                     |

Source: IEC, Asbarez